# Кенаса Анан-бен-Давід (Єрусалим)

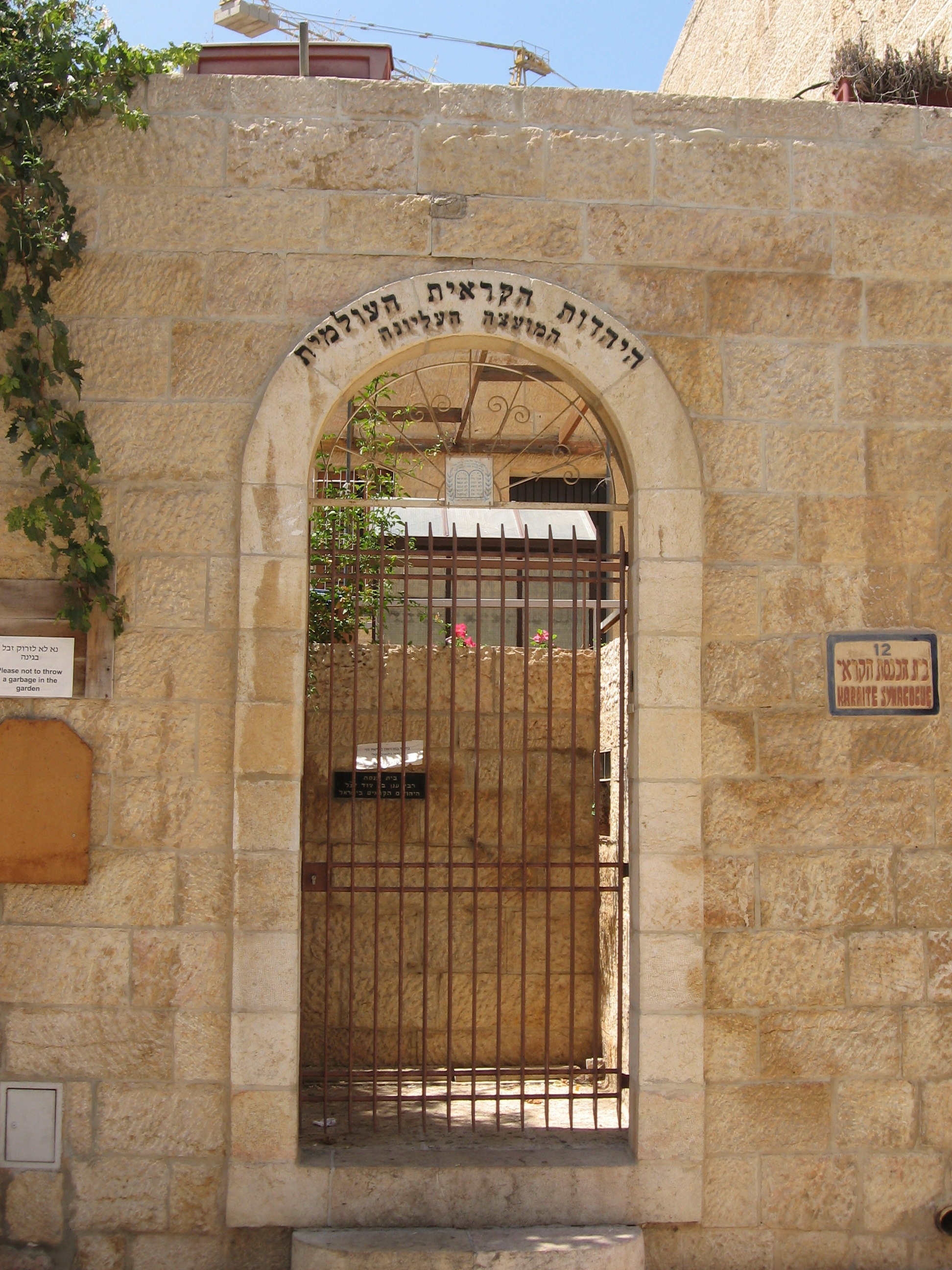
Вхід до синагоги

Кенаса Анан-бен-Давід — одна з найстаріших синагог, яка все ще використовуються в єврейському кварталі старого міста Єрусалима.

## Розташування
Синагога Анан-бен-Давід знаходиться на східній стороні площі Хурви. Вхід до неї знаходиться на вулиці Караїр Штрассе, 12 навпроти синагоги Тіфферет Ізраель. 

## Релігійна приналежність
Синагога Анан-бен-Давіда належить юдейській релігійній громаді караїмів. Названа на честь Анан-бен-Давіда, який вважається одним з духовних отців караїмів.

## Історія
Згідно з караївською традицією, Анан-бен-Давід проживав у печері в Єрусалимі у 8 столітті й заснував там теперішню синагогу.
Караївська громада проживала в Єрусалимі з 880 року, і на той час вона була впливовою частиною східного юдаїзму. Околиці Єрусалима, в яких проживала ця громада, називались «Самартака», «Зела ха-Елеф» та «Квартал східників». Цей квартал розташовувався на Офелі та в Кендронській долині.
У XV столітті караїмській громаді вдалося знайти місце в єврейському кварталі старого міста Єрусалима, де була побудована їх синагога, яка існує й сьогодні. За деякими джерелами будівництво синагоги також датується X–XII століттями. Лист першої половини XVI століття свідчить про 20 родин караїв в Єрусалимі. Також є письмові свідчення про печеру, яку шанують караїми в Єрусалимі, та підземну синагогу.
Розбудова синагоги сягає епохи Мамелюків.
У 1948 році, під час Війни Ізраїля за незалежність, синагога була сильно пошкоджена. По завершенні Шестиденної війни 1967 року Кенасу Анан-бен-Давід повернули караїмській громаді. До 1982 року приміщення синагоги відновили та створили невеликий музей.

## Опис
Як і багато старих будівель в Єрусалимі, сьогодні кенаса Анан-бен-Давід знаходиться на декілька метрів нижче рівня вулиці. Це прямокутна споруда, яка розділена на два нефи з рифленими склепіннями двома стовпами. На східній стороні біля вікон є ніші для сувоїв Тори. Жінки моляться, розділені екраном на західній стіні.

## Інформація для туристів
Музей можна відвідати, але доступ до синагоги заборонений. З музею можна лише зазирнути всередину синагоги через маленьке віконце.